# Paragraph 14
Paragraph 14 ist ein  Dokumentarkurzfilm von Ulrich Weiß von 1968 über zwei Insassen eines Jugendwerkhofes.

## Inhalt
Zwei 18-jährige junge Männer, die wegen Diebstahl bzw. Körperverletzung im Jugendwerkhof Scharfenstein im Erzgebirge sind, erzählen von ihrem Leben, von ihren Hoffnungen und Plänen...

## Hintergründe
Paragraph 14 war der Diplomfilm von Ulrich Weiß als Kamerastudent an der Hochschule für Film und Fernsehen in Potsdam-Babelsberg. Es war einer der ersten Filme in der DDR über einen der berüchtigten Jugendwerkhöfe, in denen Jugendliche wegen angeblicher oder tatsächlicher Vergehen unter harten Bedingungen leben mussten. Ulrich Weiß porträtierte die beiden sensibel, nicht als Straftäter, sondern als verletzbare Suchende.
Nach diesem Film bot ihm die Hochschule an, ein Regiestudium anzuschließen, das er dann 1970 abschloss.
Der Film Paragraph 14 wurde 2010 beim Filmfestival Cottbus, 2015 und 2024 im Filmmuseum Potsdam, 2018 beim Encounters Festival in Bristol in Großbritannien und 2023 an der Universität Frankfurt am Main bei einer DDR-Filmreihe gezeigt.